# Élections générales de 1976 à Gibraltar
Les élections législatives de Gibraltar en 1976 se sont tenues en 1976 pour élire les 15 membres du parlement pour un nouveau mandat de quatre ans.

## Résultats
| Parti | Parti                                                  | Sièges | +/-           |
| ----- | ------------------------------------------------------ | ------ | ------------- |
|       | Association pour la promotion des droits civils (AACR) | 8      | en stagnation |
|       | Mouvement démocratique de Gibraltar (GDM)              | 4      | Nv.           |
|       | Indépendant                                            | 3      | Nv.           |
|       | Parti pour l'autonomie de Gibraltar                    | 0      | Nv.           |
| Total | Total                                                  | 15     | en stagnation |